# سكة (الخليل)
سِكَّة قرية فلسطينية من قرى محافظة الخليل جنوب الضفة الغربية، وهي من القرى التي وقعت تحت الاحتلال الإسرائيلي بعد حرب 1967. بلغ عدد سكان القرية وفقًا لتعداد 2017 نحو 914 نسمة.

## الجغرافيا
تقع القرية إلى الغرب من محافظة الخليل غرب مدينة دورا. ترتفع القرية حوالي 425 مترًا عن سطح البحر.
يحدها من الشرق قريتي افقيقيس وطواس، ومن الشمال بيت عوا، ومن الجنوب قرية المجد، ومن الغرب خط الهدنة وأراضي فلسطين المحتلة في حرب 1948.

## البنية التحتية
تشترك قرية سكة وقرية طواس في مجلس قروى واحد يُدعى مجلس قروي سكة - طواس، حيث تُعد سكة القرية الأكبر مساحةً والأكثر عددًا عن قرية طواس التي بلغ عدد سكانها في عام 2017 حوالي 204 نسمة.

## المرافق
فيها مدرسة وعيادة صحية ومسجد وديوان ومرافق أخرى.